# میکروراپتور
میکروراپتور (نام علمی: Microraptor)، نام یک سرده از راسته خزنده‌کفلان است. 
واژه «Microraptor» به معنی (پرنده) شکاری خرد یا دزدِ ریز از واژه یونانی «μικρός» به معنی خُرد یا ریز و واژه لاتین «raptor» به معنی شکاری یا قاپَنده گرفته شده است.
از این پرنده در یک حقه علمی به کهن‌شکاری، استفاده شد.

## منابع

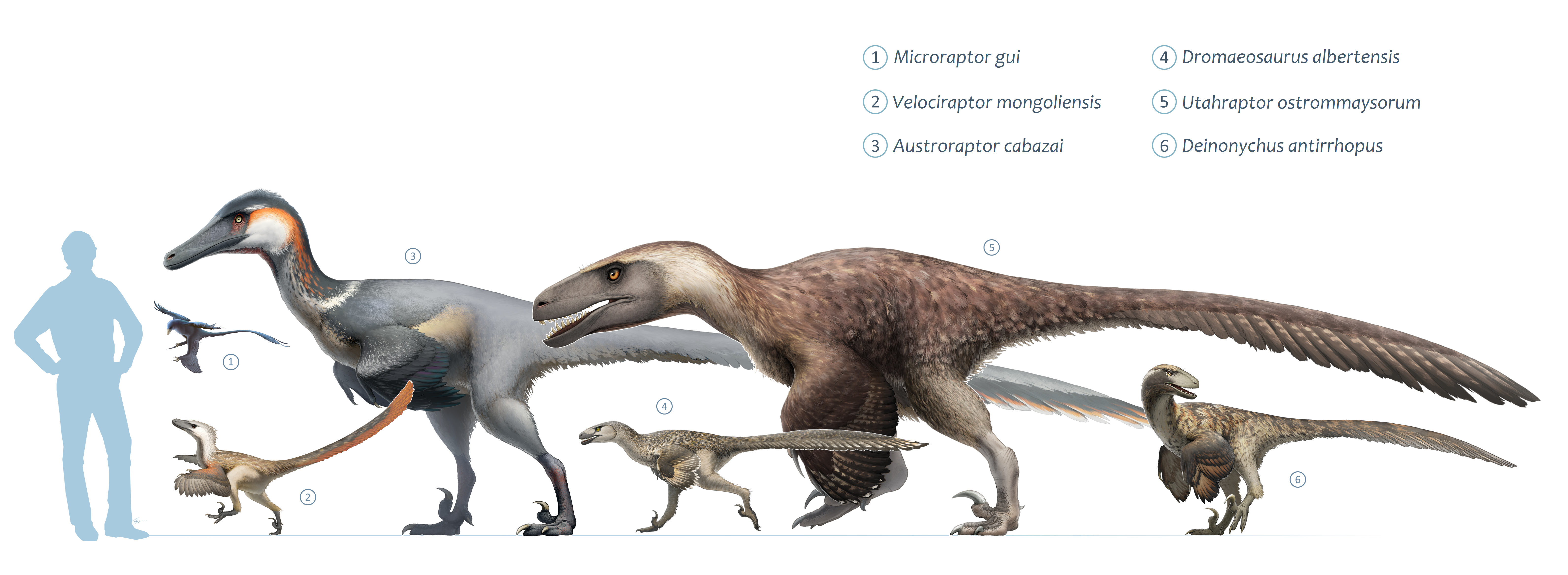
مقایسه برخی دونده خزندگان